# Nicolaas Zannekin

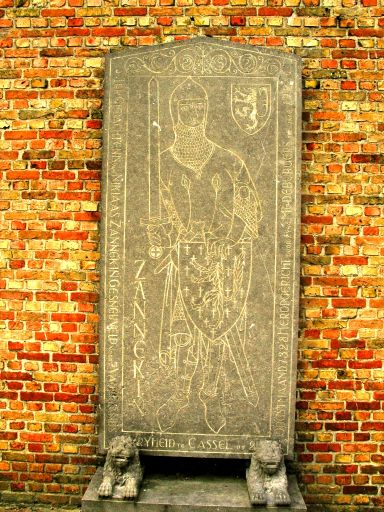
Een gedenksteen voor Nicolaas Zannekin aan de kerk van Lampernisse.

Nicolaas Zannekin (Lampernisse, eind 13e eeuw – Kassel, Frans-Vlaanderen, 23 augustus 1328) was een Vlaams opstandelingenleider, vooral bekend door zijn rol in de boerenopstand in de Vlaamse kuststreek tegen graaf Lodewijk II van Nevers. 
Zannekin was een kleine grondeigenaar uit Lampernisse in de kasselrij Veurne, en werd buitenpoorter van Brugge, waar hij zich zeer populair maakte. De onlusten tegen Lodewijk van Nevers waren vooral gericht tegen de wijze van inning van de grafelijke belastingen. De opstandige boeren (de 'Kerels van Vlaanderen') bestreden de baljuws en belastingontvangers, en plunderden de kastelen van de edelen die trouw bleven aan de graaf. Die edelen reageerden daarop met strafexpedities. Door de graaf ingestelde onderzoekingscommissies leverden weinig resultaat op. 
Zannekin slaagde erin enige steden te veroveren, zoals Nieuwpoort en Veurne (waar hij als een engel Gods werd ingehaald), Kortrijk (waar de graaf werd gevangengenomen) en Ieper. De opstandelingen kregen de steun van Robrecht van Kassel (de oom van de graaf) die tot ruwaard werd aangesteld. Pogingen om Gent en Oudenaarde in handen te krijgen, mislukten echter (1325). 
Nu kwam koning Karel de Schone tussenbeide ten gunste van de graaf, waarop deze werd vrijgelaten op 18 februari 1326. De Vrede van Arques (19 april 1326) moest een einde maken aan de onlusten, die evenwel spoedig weer oplaaiden, en erger dan ooit. Zannekin kreeg nu steun van Jacob Peyt en van Willem de Deken, burgemeester van Brugge, die zonder succes hulp ging vragen bij koning Eduard III van Engeland. 

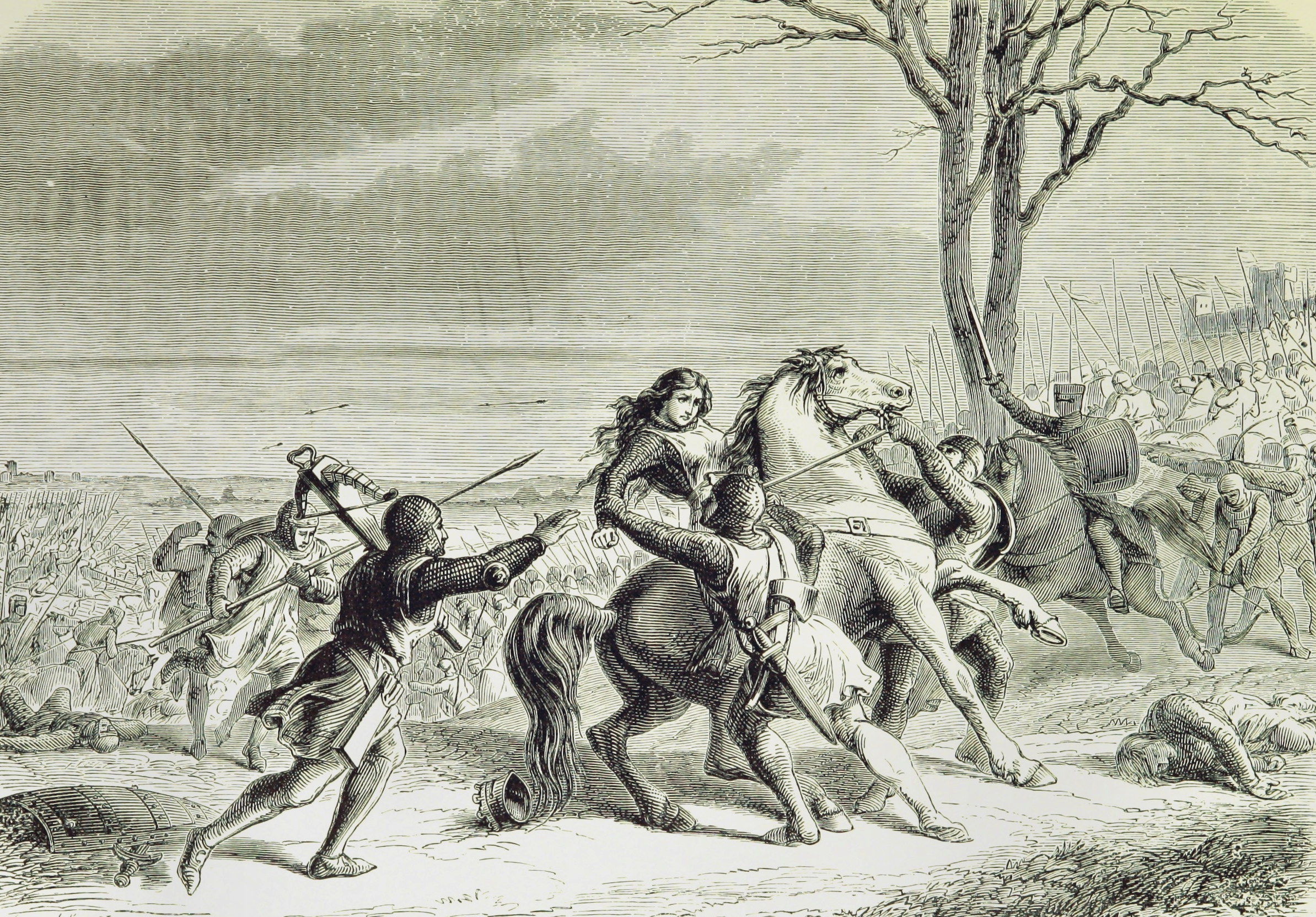
Nicolaas Zannekin aangevallen gedurende de Slag bij Kassel.

Een sterk Frans leger versloeg in de Slag bij Kassel (1328) de boeren en ambachtslieden uit de steden en kasselrijen Veurne, Sint-Winoksbergen, Broekburg, Kassel, Belle en Poperinge. Zannekin sneuvelde en de opstand werd hard neergeslagen.
De Vlaamse weerstand was gebroken en de Fransen namen wraak. Honderden opstandelingen werden terechtgesteld en vele anderen voor eeuwig uit Vlaanderen verbannen. Willem de Deken werd naar Parijs gevoerd en op 24 december 1328 terechtgesteld: zijn handen werden afgehakt waarna hij op een mat door de straten van Parijs tot aan de galg werd gesleept en opgehangen. Zeger Janszoone uit Bredene, een andere opstandelingenleider, werd pas in februari 1329 gevat en terechtgesteld toen hij in Oostende en omgeving een nieuwe opstand probeerde te ontketenen. 
De goederen van al de Vlaamse opstandelingen werden verbeurd verklaard. Vlaanderen had meer dan 3200 doden te betreuren. 